# Ардузел
Ардузел (рум. Arduzel) — село у повіті Марамуреш в Румунії. Адміністративно підпорядковане місту Улмень.
Село розташоване на відстані 399 км на північний захід від Бухареста, 33 км на південний захід від Бая-Маре, 78 км на північ від Клуж-Напоки.

## Населення
За даними перепису населення 2002 року у селі проживали 913 осіб.
Національний склад населення села:
| Національність | Кількість осіб | Відсоток |
| -------------- | -------------- | -------- |
| угорці         | 854            | 93,5%    |
| румуни         | 59             | 6,5%     |

Рідною мовою назвали:
| Мова      | Кількість осіб | Відсоток |
| --------- | -------------- | -------- |
| угорська  | 852            | 93,3%    |
| румунська | 60             | 6,6%     |